# Liste der Stolpersteine in Neustadt bei Coburg
Die Liste der Stolpersteine in Neustadt bei Coburg enthält die Stolpersteine, die vom Kölner Künstler Gunter Demnig in der oberfränkischen Großen Kreisstadt Neustadt bei Coburg verlegt wurden. Stolpersteine erinnern an das Schicksal der Menschen, die von den Nationalsozialisten ermordet, deportiert, vertrieben oder in den Suizid getrieben wurden. Sie liegen im Regelfall vor dem letzten selbstgewählten Wohnsitz des Opfers.
Die ersten und bislang einzigen Verlegungen in Neustadt bei Coburg erfolgten am 24. September 2014.

## Liste der Stolpersteine
| Stolperstein | Inschrift | Standort           | Name, Leben |
| ------------ | --- | ------------------ | --- |
|              | HIER WOHNTE BERNHARD JENA JG. 1877 EINGEWIESEN 1930 EBENSFELD KUTZENBERG 'VERLEGT' 5.4.1941 PIRNA-SOHNENSTEIN ERMORDET 5.4.1941 AKTION T4 | Feldstraße 4 ·     | Bernhard Jena wurde 1877 geboren. Er wurde 1930 in eine Nervenheilanstalt eingewiesen. Im Rahmen der Aktion T4 wurde am 5. April 1941 in die Tötungsanstalt Pirna-Sonnenstein gebracht und dort noch am selben Tag ermordet. |
|              | HIER WOHNTE DAGMAR LÖWENHERZ GEB. VON METZSCH JG. 1893 FLUCHT 1935 JUGOSLAWIEN SCHICKSAL UNBEKANNT                                        | Bahnhofstraße 28 · | Dagmar Löwenherz geb. Metzsch wurde 1893 geboren. Sie entstammte einer baltischen Adelsfamilie, kam als Schauspielerin an das Coburger Sommertheater, lernte den Fabrikanten Richard Löwenherz kennen und heiratete ihn. Die Ehe blieb kinderlos. Sie flüchtete mit ihrem Mann nach Jugoslawien. Da sie sich nicht von ihrem Mann scheiden ließ, wurde ihr die Staatsbürgerschaft aberkannt. |
|              | HIER WOHNTE RICHARD LÖWENHERZ JG. 1881 FLUCHT 1935 JUGOSLAWIEN SCHICKSAL UNBEKANNT                                                        | Bahnhofstraße 28 · | Richard Löwenherz wurde 1881 in Höxter geboren. Seine Eltern waren der Dampfsägewerksbesitzer Nathan Löwenherz und Josefine geb. Lanz (1855–1911). Er war Freimaurer und übersiedelte nach Coburg. Richard Löwenherz absolvierte einen einjährig freiwilligen Dienst und ein Volontariat in Aschaffenburg. Danach trat er als Mitinhaber in den Betrieb seines Cousins David in Eisfeld ein. Nachdem sein Cousin früh verstorben war, führte Richard Löwenherz den Betrieb allein und baute eine zweite Möbelfabrik in Coburg auf. Er trat aus der israelitischen Glaubensgemeinschaft aus, schloss sich aber keiner anderen Religionsgemeinschaft an. Er heiratete Dagmar Metzsch, eine Schauspielerin, sie entstammte dem baltischen Adel. Die Ehe blieb kinderlos. Die Firma florierte sowohl vor als auch nach dem Ersten Weltkrieg. 1918 (laut einer anderen Quelle bereits 1914) konnte Richard Löwenherz eine prächtige Villa mit weitläufigem Garten in der Alexandrinenstraße 14 in Coburg erwerben, die 1903 im Jugendstil erbaut worden war. Ein Jahr später wurde eine Garage angebaut, er war einer der ersten Autobesitzer in Coburg. Anfang der 1930er Jahre wurde er Vorsitzender der Gesellschaft der Musikfreunde. Die Blütezeit der Unternehmen endete mit dem Börsenkrach des Jahres 1929 und dem Aufstieg der Nationalsozialisten. Zwar versuchte Löwenherz auch noch nach 1933 die Firma zu retten, es gelang ihm jedoch nicht. 1933 kam er mit seiner Frau nach Neustadt. 1936 musste er verkaufen und emigrieren. Er flüchtete mit seiner Frau nach Jugoslawien und lebte dort unter bescheidenen Verhältnissen. Den Lebensunterhalt musste die Ehefrau als Sprachenlehrerin verdienen. Laut einer weiteren Quelle war das Ehepaar bereits 1935 nach Jugoslawien geflüchtet und erhielt hier eine Aufenthaltserlaubnis. 1942 wurden ihm und seiner Frau die deutsche Staatsbürgerschaft aberkannt. Am 11. Mai 1945, gesundheitlich angeschlagen, wurde er interniert, hat das Lager aber irgendwann wieder verlassen können. Er ist in Zagreb begraben. |

## Verlegung
Die Recherchen für die Lebensgeschichten erfolgten im Geschichtsunterricht der Klasse 10E an der Realschule Coburg unter Anleitung ihrer Lehrkraft und der Heimatpflegerin im Stadtarchiv. Gunter Demnig verlegte die Stolpersteine am 24. September 2014.